# Referéndum de Mayotte de febrero de 1976
El 8 de febrero de 1976 se celebró en Mayotte un referéndum sobre la permanencia en Comoras. La propuesta fue rechazada por el 99,42 % de los votantes.

## Antecedentes
La Asamblea Nacional francesa aprobó una ley el 31 de diciembre de 1975 que permite la independencia de las Comoras sin Mayotte. Posteriormente se organizó un referéndum en Mayotte para febrero de 1976 para determinar si los residentes del territorio deseaban seguir formando parte de las Comoras o permanecer bajo control francés.
Francia vetó una propuesta del Consejo de Seguridad de las Naciones Unidas para cancelar el referéndum. Cinco estados no alineados habían propuesto que el Consejo de Seguridad pidiera la cancelación del referéndum.